# Melo di Bari
Melo, o Melo da Bari (Meles Barensis; Bari, 970 circa – Bamberga, 23 aprile 1020), è stato un rivoluzionario longobardo capo della prima rivolta anti-bizantina avvenuta  in Puglia.
Secondo il cronista Guglielmo di Puglia, era di origini longobarde (Longobardum natum). Longobardo, ma di cultura greca (come afferma Guglielmo di Puglia "more virum Graeco vestitum"), era un esponente dei ceti ricchi della Bari bizantina.
Di lui è stata ipotizzata una sua parentela con l'imperatore Enrico II che gli riservò una sepoltura nel duomo di Bamberga. Ma tale riconoscimento va letto più in ottica politica, che parentale.

## Biografia
Sotto la sua guida il 9 maggio 1009 (1010 secondo altri storici) le città di Bari, Trani e Bitonto si ribellarono al governo fiscale del catapano bizantino Giovanni Curcuas: durante la rivolta il catapano restò ucciso e gli insorti sconfissero i bizantini a Bitetto e a Montepeloso. La rivolta, appoggiata dai principi longobardi e non avversata dal papa Sergio IV, sembrava avere successo, approfittando anche del fatto che l'imperatore Basilio II era duramente impegnato nei Balcani nella guerra contro i Bulgari.
Ma il nuovo catapano Basilio Mesardonite, dopo un lungo e cruento assedio, riconquistò con la forza la città di Bari (1011): molti baresi furono uccisi, mentre i capi degli insorti riuscirono a fuggire: Melo si rintanò prima ad Ascoli e di là raggiunse Benevento, Salerno e Capua, accolto con qualche preoccupazione dai principi longobardi; suo cognato Datto chiese soccorso ai benedettini di Monte Cassino. La moglie di Melo, Maralda, e suo figlio Argiro, furono invece catturati e portati a Costantinopoli.
Con la benedizione di papa Benedetto VIII, Melo nel 1015 si recò in Germania dall'imperatore Enrico II per chiedere aiuto. L'imperatore lo accolse tra i suoi vassalli e lo nominò Duca di Puglia, tuttavia non gli fornì alcun aiuto militare. Melo allora ritornò in Italia, si procurò il rinnovato appoggio dei principi longobardi e delle città dissidenti e assoldò alcuni cavalieri mercenari normanni, guidati da Gilbert Buatère, che fecero così la loro comparsa sulla scena politica italiana. Con loro mosse da Capua verso la Capitanata: grazie ad alcuni successi iniziali (ad Arènola presso il Fortore, a Civitate, a Vaccarizza presso Troia nella primavera del 1017), Melo si aprì la strada fino a Trani.
Ma lo scontro decisivo con le truppe bizantine guidate dal nuovo catapano Basilio Bojoannes avvenne nella battaglia di Canne del 1º ottobre 1018, che vide soccombere gli insorti.
Datto di Bari fu mandato a morte per mazzeratura il 15 giugno 1021.
Melo si rifugiò presso l'imperatore Enrico e morì due anni dopo in Germania. Ricevette funerali solenni e una sepoltura nel Duomo di Bamberga.

### Fonti primarie
- Lupo Protospata, Chronicon rerum in regno Neapolitano gestarum
- Annales Barenses
- Guglielmo di Puglia, Le gesta di Roberto il Guiscardo, introduzione, traduzione e note di Francesco De Rosa, Cassino 2003.